# Céramique de Yue
 (novembre 2021).

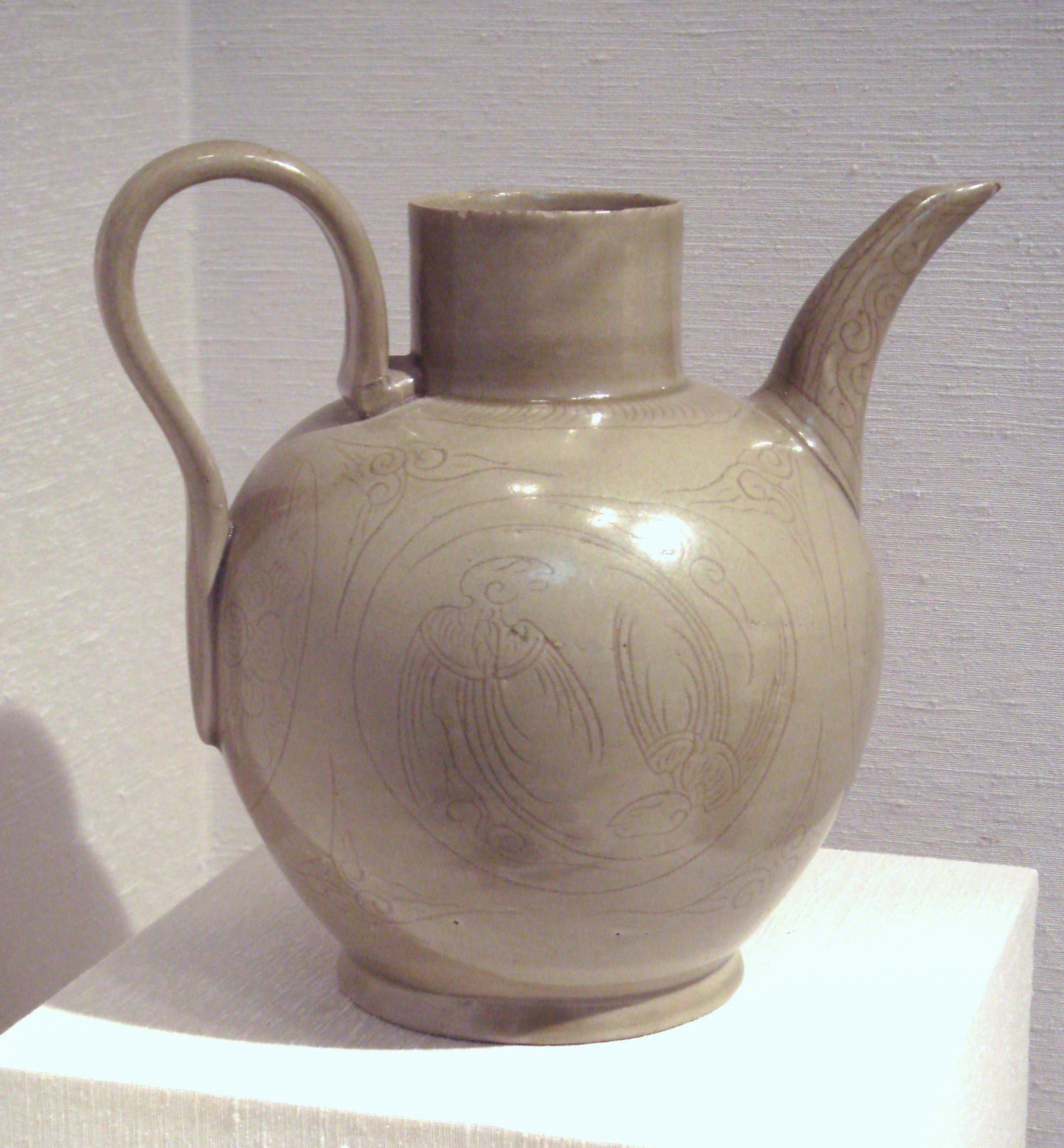
Poterie Yue en grès, Chine, Cinq Dynasties, 10e siècle de notre ère.

La céramique de Yue ou céramique de Yüeh (en chinois :  越(州)窯, en pinyin : Yuè(zhōu) yáo, en wade-giles : Yüeh(-chou) yao, en anglais : Yue(h) ware) est un type de céramique chinoise. Les objets sont en grès feldspathique silicieux, décorés avec une glaçure de céladon,. La céramique de Yue est parfois appelé "porcelaine verte" dans la littérature archéologique, mais il ne s'agit pas au sens strict de porcelaine (selon les définitions occidentales) et ses nuances ne sont pas vraiment vertes. Il est décrit comme « l'un des types de céramique les plus réussis et les plus influents de la Chine du Sud ».
La définition de ce terme s'est restreinte. Initialement employé pour désigner une large gamme de premiers céladons à corps gris, il se réfère ensuite uniquement aux marchandises du nord de la Chine, puis plus tard uniquement à celles de la dynastie Tang, et est parfois restreint aux plus beaux vases des neuvièmes et dixièmes siècles. Pourtant, des articles très similaires sont fabriqués dans des fours du nord, si bien qu'au vingt-et-unième siècle, le terme de type Yue est souvent préféré.
Les articles Yue constituent les premières céramiques à glaçure fine sans problème de toxicité dû à la glaçure. Ainsi, c'est par ces articles que la tradition chinoise du service du thé, du vin et de la nourriture peut commencer. Minces et finement réalisées, les céramiques Yue sont à l'origine des pièces monochromes, comptant parfois une décoration incisée sobre, qui sont fabriquées plusieurs siècles après.
Les formes fermées (vases, aiguières ou objets rituels) contiennent parfois des parties sculptées.

## Technique

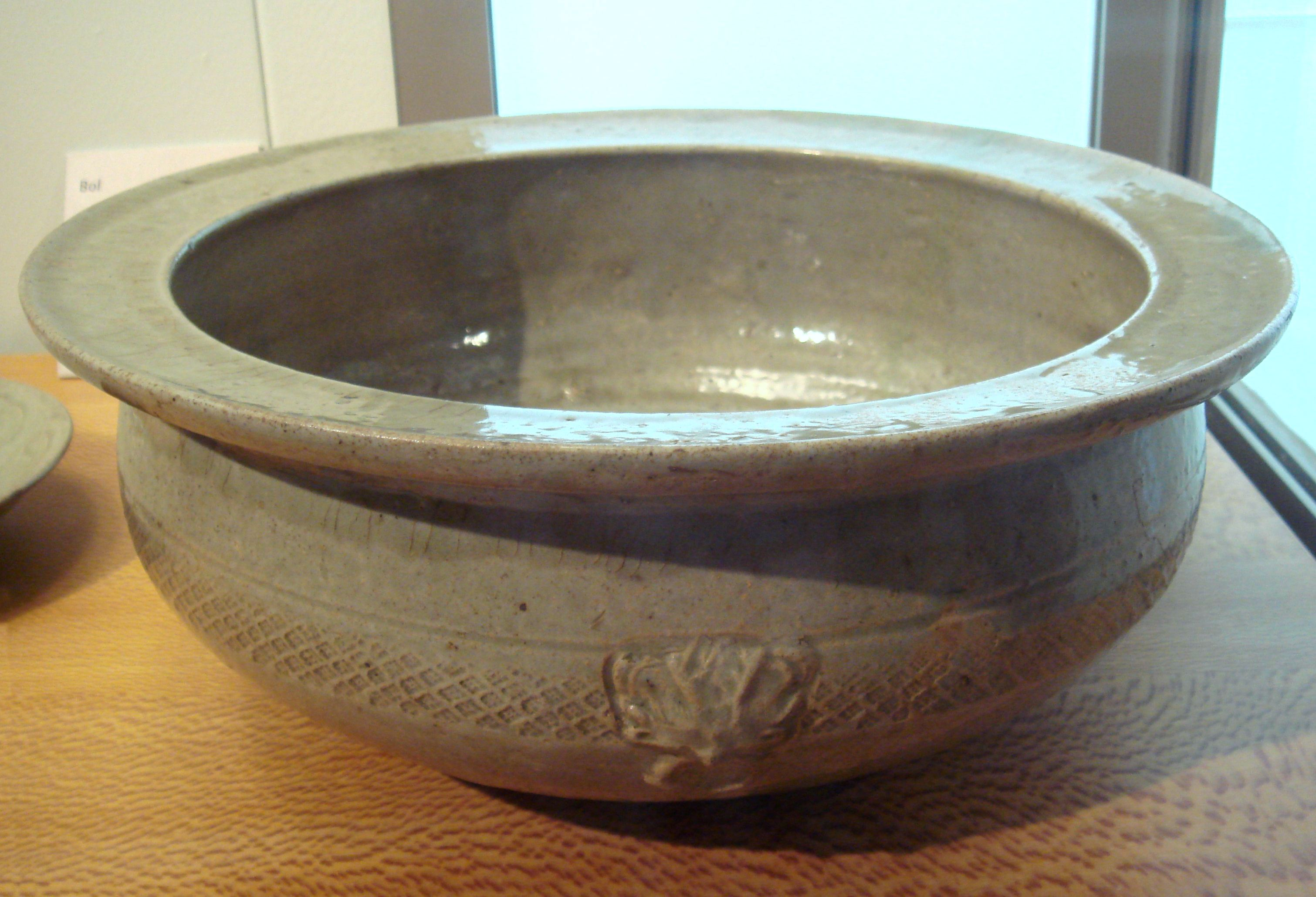
Yue ware avec motif, IIIe siècle de notre ère, Western Jin, Zhejiang.

Les vases de style Yue sont cuits dans des fours dragons. La glaçure Yue est un glacis de cendres, faits de cendre de bois et d'argile, et sans doute de petites quantités de calcaire. La température de cuisson put être d'environ 1 000 °C ou légèrement plus . La couleur de la glaçure peut-être grise, olive ou brune. La céramique Yue est considérée comme l'ancêtre de la céramique céladon Song .

## Évolution

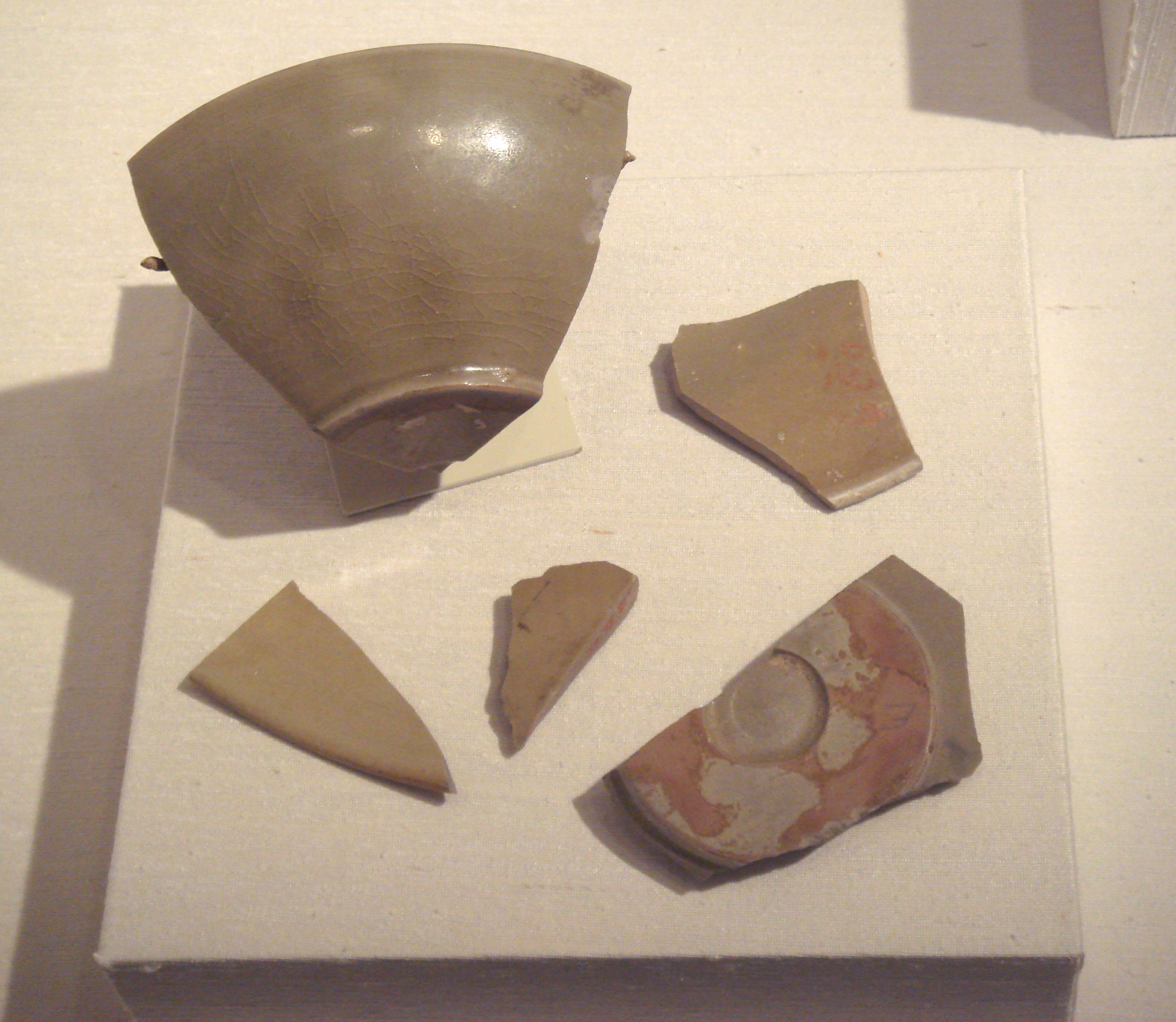
Grès de la dynastie Tang à glaçure céladon (vaisselle Yue), trouvé à Samarra, en Irak.

La céramique Yue est originaire des fours Yue du nord du Zhejiang, sur le site de Jiyuan près de Shaoxing, qui dans l'Antiquité se nomme « Yuezhou » (越州),. Son nom remonte au royaume Yue de la période des printemps et des automnes (770-476 avant notre ère) . Ces articles sont fabriqués pour la première fois au deuxième siècle de notre ère. Ils consistent en des imitations très précises de récipients en bronze, dont beaucoup furent trouvés dans des tombes de la région de Nanjing. Après cette phase initiale, la céramique Yue évolue progressivement vers une forme plus artistique,. La production à Jiyuan s'est s'arrête au sixième siècle, mais s'étend à diverses régions du Zhejiang, en particulier les fours Yue du lac Shanglin près de Ningbo, .
Dans la Cour impériale de Chine du neuvième siècle, ces articles sont appréciés. De manière significative, ils sont aussi utilisés dans le temple Famen dans la province du Shaanxi . Les articles Yue sont exportés au Moyen-Orient. Dans un des premiers exemples d'influences chinoises sur la poterie islamique, des fragments de céramique Yue sont découverts à Samarra, en Irak . Du VIIIe au XIe siècle, elles sont aussi exportées vers l'Asie de l'Est, l'Asie du Sud et l'Afrique de l'Est, .

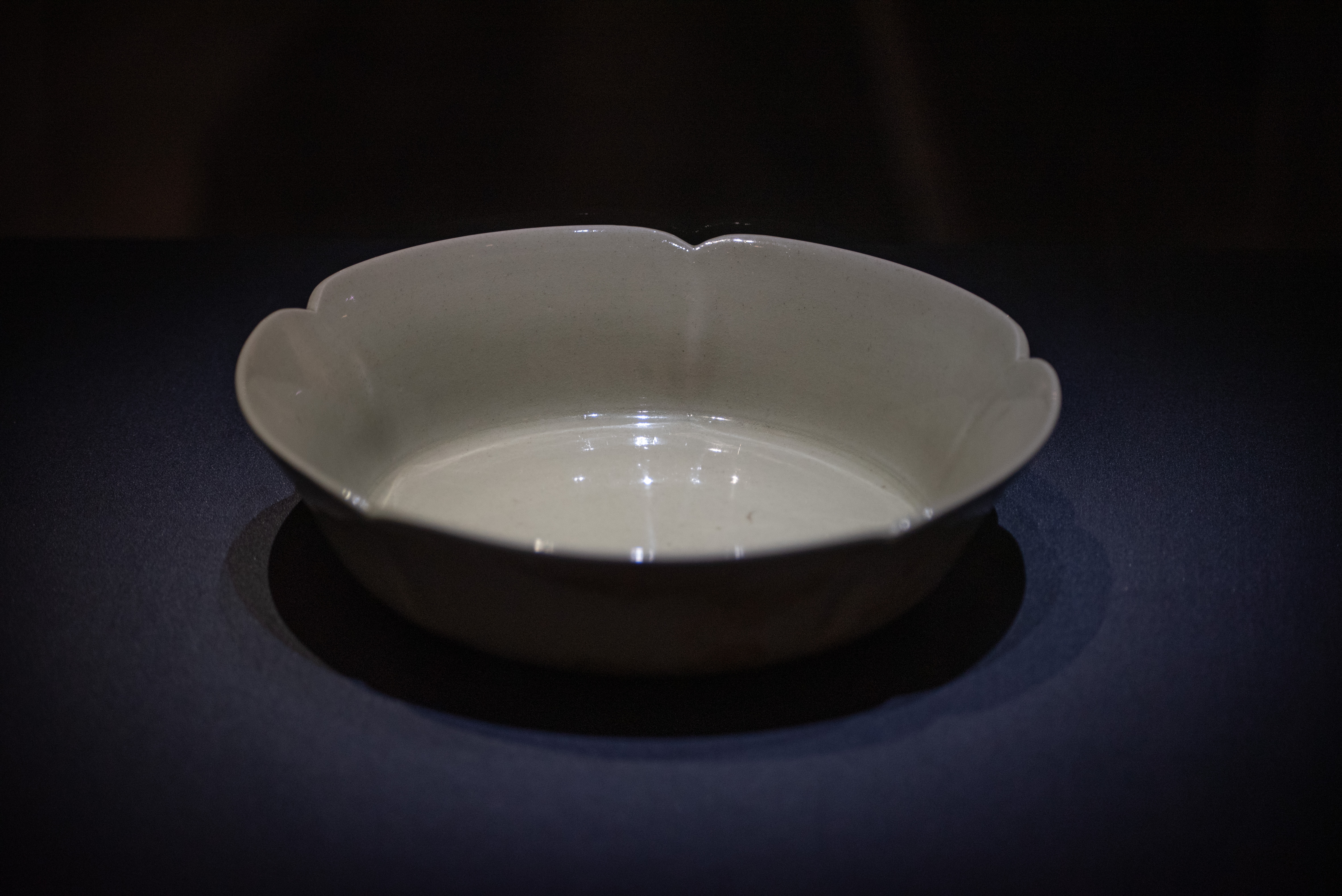
Un plat Mi-se du temple Famen

La vaisselle Mi-se Yue ( "Couleur secrète de la céramique Yue") est trouvée dans le temple de Famen et datée du neuvième siècle. Sans décoration, elle se caractérise par une glaçure lisse et fine de couleur claire, soit vert jaunâtre, soit vert bleuâtre.

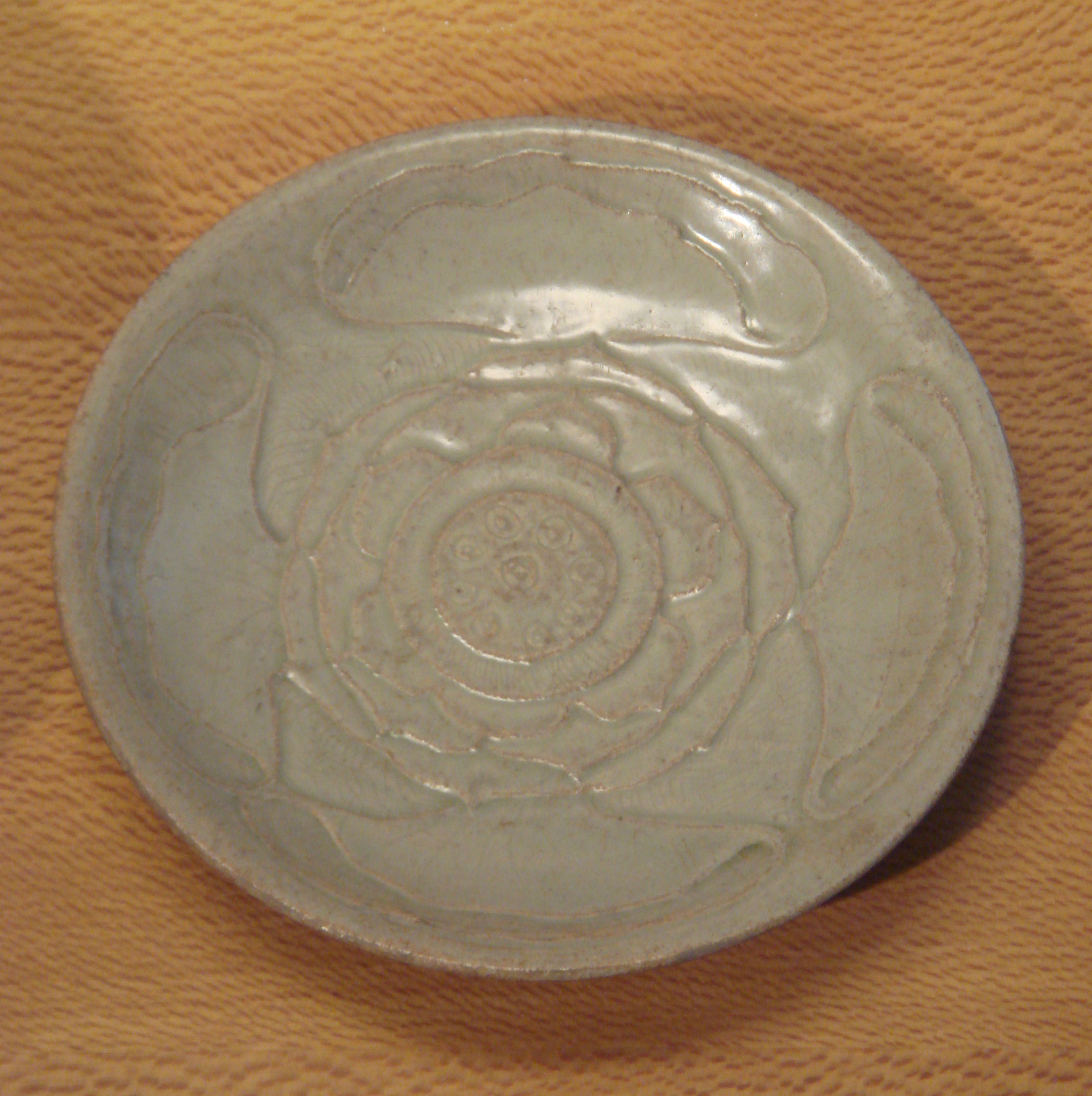
Assiette Yue, Zhejiang, dixième siècle.

On pensait que les céladons coréens étaient influencés par la céramique Yue au onzième siècle et présentaient une glaçure plus bleue grâce à l'utilisation de glaçures à la chaux à faible teneur en fer et à faible teneur en oxyde de titane, plus proche de l'idéal eutectique. Cependant, les Coréens fabriquent leurs propres glaçures céladon bleu-vert de la dynastie Koryo, différentes de celles des articles Yue.